# Cayuga (Indiana)
Cayuga es un pueblo ubicado en el condado de Vermillion en el estado estadounidense de Indiana. En el Censo de 2010 tenía una población de 1162 habitantes y una densidad poblacional de 442,89 personas por km².

## Geografía
Cayuga se encuentra ubicado en las coordenadas 39°56′50″N 87°27′53″O / 39.94722, -87.46472. Según la Oficina del Censo de los Estados Unidos, Cayuga tiene una superficie total de 2.62 km², de la cual 2.62 km² corresponden a tierra firme y (0%) 0 km² es agua.

## Demografía
Según el censo de 2010, había 1162 personas residiendo en Cayuga. La densidad de población era de 442,89 hab./km². De los 1162 habitantes, Cayuga estaba compuesto por el 97.76% blancos, el 0.17% eran afroamericanos, el 0.52% eran amerindios, el 0.09% eran asiáticos, el 0% eran isleños del Pacífico, el 0.26% eran de otras razas y el 1.2% pertenecían a dos o más razas. Del total de la población el 0.52% eran hispanos o latinos de cualquier raza.